# Bendery (rejon)
Bendery (ros. Бендеры, rum. Bender/Tighina) – jeden z 7 rejonów Naddniestrza (miastem na prawach rejonu), znajdujący się w południowej części kraju. Stolicą rejonu są Bendery. Rejon poza samym miastem Bendery obejmuje również miejscowości Proteagailovca i Gîsca, które po wojnie secesyjnej Naddniestrza z 1992 pozostały pod jego kontrolą, choć Mołdawia uznaje je za swoją własność. Z kolei Naddniestrze uznaje za część rejonu Bendery również miejscowość Varniţa pozostającą pod administracją mołdawską (obszar zakreskowany na mapie).